# Magdalena Fernández
Magdalena Fernández   (Caracas, 1964) és una instal·ladora artística i artista de nous mitjans veneçolana coneguda pel seu treball amb llum, so i abstractions de la natura. La seva obra ha estat exposada internacionalment a la Biennal de Venècia, al Museu d'Art Contemporani de Los Angeles (MOCA), i al Museu de Belles Arts de Houston (MFAH).

## Estudis
Va fer estudis d'arts gràfiques a la Universitat de Boston (Massachusetts, Estats Units d'Amèrica, 1982-1984), i posteriorment de física i matemàtiques en la Universitat Catòlica Andrés Bello (UCAB). El 1985 ingressa a l'Institut Neumann d'on es llicència el 1989.
El 1990 viatja a Itàlia, on fa un curs d' Inscape and Graphic Design a l'estudi de l'artista minimalista AG Fronzoni (Milà, Itàlia). Des dels seus inicis, el seu treball ha estat vinculat a la tradició abstracte-constructivista, que la distingeix de la majoria dels seus contemporanis. Les seves primeres peces, realitzades cap el 1992, consistien en petits marcs quadrats (entre 20 i 50 cm en la seva majoria), on construïa jocs de formes, emprant materials transparents com metacrilat, niló i polièster. Si bé aquests treballs, van ser pensats com estudis per a la realització de teles, no poden considerar mers exercicis, ja que el domini de l'espai reticular, el feliç joc de transparències, unit a la seva impecable factura, fan de cadascuna d'elles veritables obres d'art. En aquest mateix any va participar al Saló Pirelli, i va realitzar la seva primera exposició individual a Veneçuela; en les dues mostres, les instal·lacions o Estructures, tenen com a element protagonista la línia, ben recta i fraccionada en punts equidistants, realitzada amb l'ocupació de nombroses esferes negres de goma; bé corba i sinuosa, realitzada amb làmines transparents. En qualsevol dels casos, les atmosferes assolides per l'artista són de sòbria puresa i, però, envoltants i màgiques.
Pel 1994, realitza una sèrie de treballs caracteritzats per estar assentats al pis; no ambients eteris i flotants sinó estructures mòrbides i vibrants, realitzades amb primes barres d'acer inoxidable. Algunes d'aquestes obres recorden les estructures flexibles de l'italià Bruno Munari; però, la intenció de l'artista, va més enllà de convidar a l'espectador a manipular l'obra: Magdalena Fernández fa que el subjecte penetri seus volums i ocupi l'espai suggerit per les línies.
A partir de 1995, l'artista torna un cop més a intervenir els espais amb punts i línies aèries, experimentant amb els més diversos materials.
El 1996 realitza una sèrie de «teixits» amb l'ús de materials elàstics. D'aquest grup cal destacar l'obra realitzada als jardins del MAO en el marc de l'exposició col·lectiva Al·legories a jardí de les delícies, on per primera vegada intervé la naturalesa; es tracta d'un teixit, fet amb mànegues transparents el suport són tres arbres. Amb aquesta peça l'artista demostra que la seva sensible mestratge era capaç de superar les geometries virtuals que semblaven ser el fonament de les seves obres.
El 1997 va presentar, al Museu Soto, la seva segona exposició individual i sens dubte la seva proposta més ambiciosa, en la qual va realitzar una enorme instal·lació amb tubs de diverses dimensions coberts interiorment amb un transmissor i difusor de llum, lligats els uns als altres. En aquesta ocasió va minimitzar les referències físiques de l'ambient, enfosquint la sala. Ha participat en les següents exposicions col·lectives: La invenció de la continuïtat (GAN, 1997) amb la seva instal·lació 1i997 (PVC i fusta pintada); Dimensions variables (GAN, 2000) i Utopolis. La ciutat 2001 (GAN, 2001).
El 1998, la seva obra 8i998 (alumini i acer) va rebre el Premi Arturo Michelena. Del seu treball ha escrit Juan Carlos López Quintero: «totes les seves propostes, que podríem definir com un minuciós examinar de la dinàmica dels cossos simples en l'espai, em porta a comparar la seva obra amb la pacient tasca dels místics pitagòrics, si afanyosa recerca de l'arque o essència del cognoscible cosmos. Potser per això, m'atreviria a dir, que la invitació implícita que anima la majoria dels seus treballs, més enllà de la simple observació, manipulació o experiència concreta, ens indueix a la contemplació del figurar-se i transfigurar de l'intangible. Les seves estructures fan visible la fràgil harmonia adjacent a la mirada» (1997).
En l'actualitat, busca la creació d'atmosferes visuals a través de l'ocupació directa d'elements naturals: aigua, llum, foc, combinant-los amb noves tecnologies (audiovisuals, fibres òptiques, etc.). La GAN posseeix d'aquesta artista la peça 4i994, instal·lació realitzada a partir de barres i peces en acer inoxidable i ferro.

## Obra

### Exposicions individuals
- 1991, Aspettando la parábola, Comune di Castiglione delle Stiviere, Itàlia.
- 1993, Estructuras, Sala Mendoza.
- 1996, 1i996, Galería Verifica 8+1, Venecia i Mestre, Itàlia.
- 1997, 2i997, Museu Soto.
- 1998, Aires, Sala Mendoza.
- 2000, Líneas, Galeria Pedro Cera, Lisboa / "4i000", MAO.
- 2006, Superficies, Museu d'Art Contemporani. Caracas, Veneçuela .
- 2006, Surfaces, CIFO: Cisneros Fontanals Art Foundation. Miami, USA.
- 2010, 2iPM009, en el marc de "Complete Concrete", Haus konstruktiv. Zuric, Suïssa.
- 2010, Site specific 1i010, Residència de l'ambaixada de França. Caracas, Veneçuela.
- 2011, Mobile Geometry, Henrique Faría Fine Art. NY, USA.
- 2011, 2iPM009, Frost Museum. Florida International University, Florida, USA.
- 2011, Objetos Movientes. Atmósferas - Estructuras - Tierras, Centre Cultural Chacao, Perifèric Caracas / Art Contemporani & FARIA+FABREGAS Galeria. Caracas, Venezuela.
- 2012, Grises: un proyecto de Magdalena Fernández, NC-Arte. Bogotà, Colòmbia.
- 2012, 2iPM009, MOLAA, Museum of Latin American Art. Long Beach, CA, USA.
- 2014, Magdalena Fernández, en el marc de “El dibujo fuera de Sí: Tríptico de Venezuela (1970- 2014)”, Institut de Canàries Cabrera Pinto de La Laguna. Tenerife, Espanya.
- 2016, Magdalena Fernández, MOCA Pacific Design Center. Los Angeles, USA.
- 2017, Magdalena Fernández - Estructuras Flexibles, Sicardi Gallery, Houston, TX, USA.

### Exposicions col·lectives
- 1995, 11 Artisti a Pépinieres, Openspace. Milà, Itàlia.
- 1995, I Bienal do MERCOSUL, Porto Alegre, Brasil
- 1996, VIII Premi Mendoza, Sala Mendoza, Caracas, Veneçuela.
- 1996, Alegorías al Jardín de las Delicias, Museu d'Arts Visuals Alejandro Otero, Caracas, Veneçuela.
- 1996, I Bienal do MERCOSUL, Porto Alegre, Brasil.
- 1996, VIII Premi Mendoza, Sala Mendoza, Caracas, Veneçuela.
- 1996, VI Biennal d'arts visuales Christian Dior, Fundació Corp Group, Caracas, Veneçuela.
- 1997, La Invención de la continuidad, Galeria d'Art Nacional, Caracas, Veneçuela.
- 1998, De discretas autorías, Cuba y Venezuela: nuevas poéticas, Museu d'Art Mario Abreu, Maracay, Veneçuela.
- 1998, Parque de la Amistad Israel-Iberoamerica, Natanya, Israel.
- 1999, 56º Salón Arturo Michelena, Ateneu de Valencia, Valencia, Veneçuela.
- 1999, Amérique Latine, Caraibes: une nouvelle génération d´Artistes, Passage de Retz, París, França.
- 1999, Public Art In Italia, Viafarini, Milà, Itàlia.
- 1999, IV Bienal Barro de América Roberto Guevara, Museu Alejandro Otero, Caracas Veneçuela
- 1999, Memorial d'Amèrica Llatina, São Paulo, Brasil.
- 2000, L'Art dans le Monde, Pont Alexandre III, París, França.
- 2000, Paralelos, Arte brasilero de la segunda mitad del siglo XX en contexto Colección Cisneros, Museu d'Art Modern de São Paulo / Museu d'Art Modern de Rio de Janeiro, Brasil.
- 2001, Instalación para Agape-Fuori Salone, Ex-acciaieria Riva, Milà, Itàlia.
- 2001, Cittá sottili. Luoghi e progetti di cartone, Chiostri di San Micheletto, Lucca, Italia.
- 2001, Levitas, Galeria Disegno, Mantua, Itàlia.
- 2002, Geometría como vanguardia, Museo Alejandro Otero, Caracas, Veneçuela.
- 2002, Arte Contemporáneo Venezolano/1990-2004 en la Colección Cisneros, Museu d'Art Modern de Bogotá, Colòmbia / Centre d'Art Lía Bermúdez, Maracaibo, Veneçuela.
- 2004, Light and atmosphere, Miami Art Museum, Florida, USA.
- 2004, Arte Contemporáneo Venezolano/1990-2004 en la Colección Cisneros, Museu d'Art Modern Jesús Soto, Ciudad Bolívar, Veneçuela.
- 2004, I Bienal del fin del mundo, Ushuaia, Argentina.
- 2005, 13 instrumentos de dibujo, Fundació Corp Group, Caracas, Veneçuela.
- 2005, Ingravidez, Museu Jacobo Borges, Caracas; Museu d'Art Contemporani del Zulia, Veneçuela.
- 2005, El lienzo es la pantalla, Caixa Forum Palma, Palma, Espanya.
- 2006, Drawing papers Analog Animation, The Drawing Center, Nova York, USA.
- 2007, Double Perspective, Contemporary Art in Venezuela, Bolivar Hall; Maddox Arts, Londres, Anglaterra.
- 2007, El lienzo es la pantalla, Caixa Forum Barcelona, Barcelona, Catalunya.
- 2007, Space, Unlimited, Art Museum of the Americas, Washington DC, USA.
- 2008, Intangible, ArtBo 2008, Bogotà, Colòmbia.
- 2009, X Bienal de Cuenca Poéticas del agua, Cuenca, Equador.
- 2009, Mundos en proceso, 53a Biennal de Venècia, Pabelló de Veneçuela.
- 2009, Steellife, Triennal de Milà, Studio Chiesa, Fundació Marcegaglia, Milà, Itàlia.
- 2009, Acciones Disolventes, Centre Cultural Chacao, Caracas, Veneçuela
- 2010, La Nuit Blanche 2010, NMarino Galeria,París, França.
- 2010, Venezuelan Pavilion, HotShoe Gallery, Londres, Anglaterra.
- 2010, Negativa Moderna, Henrique Faría Fine Art, Nova York, USA.
- 2010, Neoplastic Room. Open Composition, Muzeum Sztuki w Lodzi, Lodz, Polònia.
- 2010, Biennal Internacional d'Art Contemporàni ULA-2010.
- 2010, Medios y Ambientes, Museu Universitari del Chopo, Ciutat de Mèxic, Mèxic.
- 2011, Moment, Doris McCarthy Gallery, Universitat de Toronto Scarborough, Toronto, Canadà.
- 2012, Diálogos Contemporáneos desde La Colección, Museu d'Art Contemporani, Caracas, Veneçuela.
- 2012, Echos de la Nature, Annex 14, Zuric, Suïssa.
- 2013, Memorias de la Obsolenscencia. Selección de videos de la Colección Ella Fontanals-Cisneros, Centre d'Art Contemporani Wilfredo Lam, La Habana, Cuba.
- 2013, Mundos Paralelos, Creaciones Independientes-Arte Contemporáneo, Fundació D.O.P., Caracas, Veneçuela (setembre-desembre).
- 2013, Contaminados, Sala Mendoza, Caracas, Veneçuela.
- 2013, Histórica: Memoria y territorio: Colección Mercantil, Espai Mercantil, Caracas, Veneçuela.
- 2013, Venezuela en Arts, Biennal de Marcigny, Marcigny, França.
- 2013, GEGO obra Abierta: Testimonios y Vigencia, Museu d'Art Contemporani, Caracas, Veneçuela
- 2013, Electroestética Ambiental.Ve, Fundació Telefónica / Centre Cultural BOD, Caracas, Veneçuela.
- 2014, Contra/señas de los 90, Sala Mendoza, Caracas, Veneçuela.
- 2014, Panorámica. Arte emergente en Venezuela 2000/ 2012, Fundació Telefónica / Sala TAC, Trasnocho Cultural, Caracas, Veneçuela.
- 2014, Permission To Be Global /Prácticas Globales. Latin American Art from the Ella Fontanals-Cisneros Collection, Henry And Lois Foster Gallery, Boston, USA.
- 2014, Beyond the Supersquare, The Bronx Museum of the Arts, Bronx, NY, USA.
- 2014, 20 Bienal de Arte Paiz, Centre Històric Ciutat de Guatemala, Guatemala.
- 2015, Contingent Beauty. Contemporary Art from Latin America, The Museum of Fine Arts, Houston, USA.
- 2015, Historias Locales Prácticas Globales, Trobada Internacional d'Art de Medellín, Museu d'Antioquia, Medellín, Colòmbia .
- 2015, Istambul Light Festival, Zorlu Center, Estambul, Turquía.
- 2015, Monochrome Undone, SPACE, Irvine, CA-USA.
- 2016, De lo espritual en el arte, Museu d'Art Modern, Medellín, Colòmbia.

## Obres en espais públics
- 2008, 1eu008, Primera fase, estructura urbana. Plaça Alfredo Sadel, Caracas, Veneçuela.

## Col·leccions
- Fundació de Museus Nacionals. Caracas, Veneçuela.
- Galeria d'Art Nacional. Caracas, Veneçuela.
- Museu Alejando Otero. Caracas, Veneçuela.
- Fundació D.O.P. Caracas, Veneçuela.
- Col·lecció Mercantil. Caracas, Veneçuela.
- Col·lecció Cisneros. Caracas, Veneçuela.
- Municipi de Natanya. Israel.
- Museu Soto. Ciudad Bolívar, Veneçuela.
- Cisneros Fontanals Art Foundation (CIFO). Miami, USA .
- Miami Art Museum (MAM). Miami, USA.
- Museu d'Art Modern de Cuenca. Equador.
- Col·lecció Allegro. Caracas, Veneçuela.
- Centre d'Art Contemporain Frank Popper. Marcigny, Fança.
- Col·lecció D.O.P. París, França.
- Museum Sztuki w Lodzi. Lodz, Polònia.
- Museum of Fine Arts. Houston, USA.
- Fundación Letty Coppel. Mèxic.
- The Museum of Contemporary Art. Los Angeles, USA.
- Col·lecció Alejandro González. México DF, Mèxic.
- Col·lecció Sayago & Pardon. Los Angeles, USA.

## Premis i agraïments
- 1992, Premi Man, Nature, Society, Moscou.
- 1996, Premi Eugenio Mendoza, VIII Edició del Premi Eugenio Mendoza, Sala Mendoza.
- 1998, Premi Arturo Michelena, LVI Saló Arturo Michelena.
- 1999, Premi únic, VI Biennal Christian Dior, Centre Cultural Corp Group, Caracas.
- 2009, Premi X Biennal de Cuenca Poéticas del agua.
- 2011, Premi AICA de l'Associació Internacional de Crítics d'Art, categoria Millor Exposició.
- Premi AICA de l'Associació Internacional de Crítics d'Art, categoria Projecció Internacional.